# Metarfa
Metarfa (arabisch المطارفة, DMG al-Maṭārifa) ist eine algerische Gemeinde in der Provinz Timimoun mit 8438 Einwohnern (Stand: 2008).

## Geographie
Metarfa wird umgeben von Charouine im Norden, von Aougrout im Osten und von Adrar im Süden.